# Alte Sozialdemokratische Partei Deutschlands
De Alte Sozialdemokratische Partei Deutschlands (Nederlands: Oude Sociaaldemocratische Partij van Duitsland), was een Duitse sociaaldemocratische partij tijdens de Weimarrepubliek. De ASPD was een rechtse afsplitsing van de Sozialdemokratische Partei Deutschlands (Sociaaldemocratische Partij van Duitsland) en bijna uitsluitend actief binnen de deelstaat Saksen.

## Geschiedenis
Na de Eerste Wereldoorlog was de Sozialdemokratische Partei Deutschlands (Sociaaldemocratische Partij van Duitsland) de belangrijkste partij in de deelstaat Saksen. De eerste jaren na de Eerste Wereldoorlog domineerde de linkervleugel van SPD, mede dankzij het opgaan van de Saksische Unabhängige Sozialdemokratische Partei Deutschlands (Onafhankelijke Sociaaldemocratische Partij van Duitsland) in de SPD in 1922. De linkse leiders van de Vereinigte SPD (VSPD), zoals Hermann Fleißner, Richard Lipinski (beide ex-USPD), Erich Zeigner en Max Seydewitz waren gekant tegen samenwerking van de Saksische (V)SPD met de burgerlijke partijen, zoals de Deutsche Demokratische Partei (Duitse Democratische Partij) en voorstander van samenwerking met de Kommunistische Partei Deutschlands (Communistische Partij van Duitsland). De linkse koers die de Saksische SPD ging voeren, was een doorn in het oog van de partijleiding van de federale SPD in Berlijn, die tegenstander was van enig contact met de communisten. 
Op 21 maart 1923 kwam het uiterst linkse Saksische minderheidskabinet-Zeigner tot stand. Dit kabinet bestond weliswaar uitsluitend uit SPD'ers, maar kon rekenen op de steun van communistische Landdagafgevaardigden. De regering stelde bewust tegen de rijksregering in Berlijn op. Op 10 oktober 1923 traden twee leden van de KPD toe tot het kabinet-Zeigner. Hierop stuurde de rijksminister van Defensie, Otto Geßler (DDP) eenheden van de Reichswehr (leger van de Weimarrepubliek) naar Saksen toe om de regering aldaar onder druk te zetten en een koerswijziging af te dwingen. Kort hierop dreigde de KPD met een algemene staking waarna rijkspresident Friedrich Ebert (SPD) de Saksische regering voor vervallen verklaarde. Op bevel van de rijkspresident werd op 29 oktober de vroege Saksische minister-president Rudolf Heinze (DVP) aangesteld als rijkscommissaris van de deelstaat. Dit stuitte op fel verzet van de SPD en al op 31 oktober maakte Heinze plaats voor het sociaaldemocratische minderheidskabinet-Fellisch. Alle ministers in dit kabinet waren lid van de SPD. Het kabinet kon rekenen op de parlementaire steun van de Saksische DDP.
Een speciaal partijcongres van de Saksische SPD op 1 december 1923 veroordeelde het optreden van de rijksregering in Saksen. Bovendien veroordeelde het partijcongres de koers van de federale SPD en sprak men zich uit voor nauwe samenwerking met de KPD. Dit laatste leidde ertoe dat de DDP haar vertrouwen in het kabinet-Fellisch opzegde waarna het kabinet viel (14 december). De SPD begon direct met coalitieonderhandelingen met de KPD, maar die liepen op niets uit. 
Op 4 januari 1924 wist een exponent van de rechtervleugel van de Saksische SPD, Max Heldt, een kabinet gevormd bestaande uit de SPD, de DDP en de Deutsche Volkspartei (DVP). De nieuwe Saksische regering kon rekenen op de steun van de rijksregering in Berlijn en de steun van de federale SPD. Een partijcongres van de Saksische SPD op 6 januari 1924 sprak echter een motie van wantrouwen uit over de regering. Een meerderheid van gedelegeerden riep op tot ontbinding van de regering en nieuwe coalitieonderhandelingen met de KPD. Dit weigerde minister-president Heldt en gesteund door de SPD fractie in de Landdag kon de regering aanblijven. Heldt wist zich ook gesteund door de federale SPD en rijkspresident Ebert. De conflicten binnen de SPD werden de "Sachsenstreit" ("Saksenstrijd") genoemd. Op 25 maart 1926 bereikte het conflict een hoogtepunt toen Max Heldt, de sociaaldemocratische ministers in de Saksische regering en de meerderheid van de SPD-Landdagafgevaardigden (23 in totaal) uit de Saksische SPD werden gesloten. Gesteund door de burgerlijke partijen konden de nu partijloze sociaaldemocratische ministers, inclusief minister-president, aanblijven. De 23 uitgesloten SPD'ers vormden op 6 juni 1926 de Alte Sozialistische Partei Sachsens. De ASP werd de grootste fractie in de Landdag. Daags na de oprichting van de ASPS maakte de partijleiding bekend dat de ASP geen afsplitsing was van de Saksische SPD, maar de legale voortzetting van die partij. De ASPS beschouwde zich als onderdeel van de federale SPD en werd alszodanig ook door de partijleiding van de SPD in Berlijn erkend. De ASPS nam het Heidelberger Programma van de SPD volledig over en benadrukte het belang van samenwerking met de burgerlijke partijen in Saksen. Wilhelm Buck werd tot voorzitter van de ASPS gekozen. Als republikeinse partij sloot de ASP zich aan bij de Reichsbanner Schwarz-Rot-Gold. De ASPS verkreeg een zekere invloed binnen enkele vakbonden en met name onder textielarbeiders vond men aanhangers van de ASPS.
Bij de Landdagverkiezingen van 1926 behaalde de ASPS maar 4,15% van de stemmen, goed voor vier zetels. Ondanks dit teleurstellende resultaat wist Heldt een nieuw kabinet te vormen. Ditmaal traden ook leden van de rechtse Deuschnationale Volkspartei (Duitse Nationale Volkspartij), de Wirtschaftspartei (Economische Partij) en de Volksrechtpartei (Volksrechtpartij) toe tot de regering (januari 1927). Tot 1929 bleef Heldt minister-president. Kort na de verkiezingen van 1926 schoof de Saksische SPD op naar het centrum waarna het bestaansrecht van de ASPS volgens de partijleiding van de federale SPD in Berlijn op hield te bestaan. De leiding van de ASPS was het hier echter niet mee eens en in 1927 werd de ASPS losgekoppeld van de federale SPD. De zelfstandige ASPS nam een nieuwe naam aan: Alte Sozialdemokratische Partei Deutschlands (ASPD). De ASPD werd gepresenteerd als een reformistisch socialistische en "Deutschnationale sozialdemokratische" partij. In de periode hierna schoof de ASPD aanzienlijk op naar rechts en ondernam de partij pogingen om nationaalgezinde sociaaldemocraten bij de SPD weg te halen. Ook poogde de partij om völkische (Ernst Niekisch) personen voor het gedachtegoed van de ASPD te winnen. De partij slaagde erin om enkele invloedrijke SPD'ers voor de ASPD te winnen. Ook enkele Jungsozialisten (Jonge Socialisten) traden tot de ASPD toe. Een aantal nationaalrevolutionairen en völkischen die lid werden van de ASPD zoals Niekisch en Benedikt Obermayr waren openlijk antisemitisch. De ASPD presenteerde zich als federale partij en was dus ook buiten Saksen actief. Met name in Brunswijk groeide de ASPD uit tot een partij van enig formaat. 
Omdat de ASPD naar rechts was opgeschoven, werd de partij uit de Reichsbanner gesloten. De verhouding met de SPD verslechterde ernstig en tijdens de verkiezingscampagne van 1928 dwarsboomde de SPD de campagnes van de ASPD. Bij de Rijksdagverkiezingen van 1928 verkreeg de ASPD maar 0,21% van de stemmen, onvoldoende voor een zetel. Bij de Saksische Landdagverkiezingen van 1929 verkreeg de ASPD maar twee zetels. Bij de Landdagverkiezingen van 1930 verloor de ASPD haar twee zetels in de Landdag. Bij Landdagverkiezingen buiten Saksen wist de ASPD nergens zetels te winnen. 
Op 1 juli 1932 ging de ASPD weer op in de Saksische SPD. Een aantal ASPD'ers sloten zich bij andere partijen aan. Richard Schapke en Eugen Mossakowsky traden toe tot de NSDAP.

## Partijprominenten
- Max Heldt - minister-president van Saksen 1924-1929
- Max Müller
- Wilhelm Bruck - voorzitter van de ASPD 1926-1932
- Karl Bethke
- Eva Büttner
- Ernst Niekisch - "nationaal" socialist
- Benedikt Obermayr - "nationaal" socialist
- August Winnig - vakbondsman ADGB
- Richard Schapke
- Eugen Mossakowsky